# Kreis Enying
Der Kreis Enying (ungarisch Enyingi járás) ist ein Kreis im Südwesten des mittelungarischen Komitats Fejér. Er grenzt im Osten an das Komitat Somogy und im Süden an das Komitat Tolna. Innerhalb des Komitats bildet im Norden der Kreis Székesfehérvár und im Osten der Kreis Sárbogárd die Grenze.

## Geschichte
Der Kreis Enying entstand im Zuge der ungarischen Verwaltungsreform Anfang 2013 als Nachfolger des gleichnamigen Kleingebietes (ungarisch Enyingi kistérség) aus fünf der neun Gemeinden. Die  vier übrigen Gemeinden gelangten in den neu geschaffenen Kreis Polgárdi. Dieser wurde aber Ende 2014 aufgelöst und die Gemeinden wechselten wieder zurück. Derzeit zählen wieder alle ursprünglichen neun Gemeinden zum Kreisgebiet.

## Gemeindeübersicht
Der Kreis Enying hat eine durchschnittliche Gemeindegröße von 2.250 Einwohnern auf einer Fläche von 48,12 Quadratkilometern. Die Bevölkerungsdichte des kleinsten und bevölkerungsärmsten Kreises ist geringer als die des gesamten Komitats. Verwaltungssitz ist die einzige Stadt Enying, im Nordwesten des Kreises gelegen.
| Gemeinde        | Status       | Herkunft Kreis, Kleingebiet | Einwohnerzahl | Einwohnerzahl | Einwohnerzahl | Fläche     | Bevölkerungs- dichte (Ew./km²) |
| Gemeinde        | Status       | Herkunft Kreis, Kleingebiet | 01.10.2011    | 01.01.2013    | 01.01.2016    | 01.01.2016 | Bevölkerungs- dichte (Ew./km²) |
| --------------- | ------------ | --------------------------- | ------------- | ------------- | ------------- | ---------- | ------------------------------ |
| Dég             | Gemeinde     | Enying                      | 2.165         | 2.201         | 2.187         | 46,86      | 46,7                           |
| Enying          | Stadt        | Enying                      | 6.835         | 6.868         | 6.651         | 82,78      | 80,3                           |
| Kisláng         | Gemeinde     | Kreis Polgárdi Enying       | 2.449         | 2.516         | 2.425         | 53,06      | 45,7                           |
| Lajoskomárom    | Großgemeinde | Enying                      | 2.248         | 2.284         | 2.222         | 75,67      | 29,4                           |
| Lepsény         | Großgemeinde | Polgárdi/Enying             | 3.069         | 3.016         | 2.981         | 39,08      | 76,3                           |
| Mátyásdomb      | Gemeinde     | Polgárdi/Enying             | 762           | 791           | 752           | 35,39      | 21,2                           |
| Mezőkomárom     | Gemeinde     | Enying                      | 939           | 971           | 922           | 29,05      | 31,7                           |
| Mezőszentgyörgy | Gemeinde     | Polgárdi/Enying             | 1.310         | 1.334         | 1.291         | 27,12      | 47,6                           |
| Szabadhídvég    | Gemeinde     | Enying                      | 837           | 863           | 822           | 44,10      | 18,6                           |
| Kreis Enying    |              |                             | 20.614        | 13.1871       | 20.253        | 433,11     | 46,8                           |

1 ohne die Gemeinden Kisláng, Lepsény, Mátyásdomb und Mezőszentgyörgy